# Scott Suggs
Pour les articles homonymes, voir Suggs (homonymie).
Scott Suggs, né le 10 novembre 1989 à Washington, est un joueur américain professionnel de basket-ball.

## Biographie
Le 4 novembre 2013, Scott Suggs s'engage avec les BayHawks d'Érié,.
Il signe le 23 juillet 2014 à l'Élan Chalon.
Le 31 octobre 2015, il s'engage avec les Raptors 905.
Le 5 octobre 2016, il s'engage avec le Bàsquet Manresa.
Le 29 juillet 2017, il s'engage avec le New Basket Brindisi.

## Amateur
Lycée
- 0000-2009 :  Washington High School

Université
- 2009-2013 :  Huskies de Washington (NCAA 1)

## Clubs
- 2013-2014 :  BayHawks d'Érié (D-League)
- 2014-2015 :  Élan sportif chalonnais (Pro A)
- 2015-2016 :  Raptors 905 (D-League)
- 2016-2017 :  Bàsquet Manresa
- 2017-2018 :  New Basket Brindisi

## Palmarès

### Distinctions personnelles
- Jason Collier Sportsmanship Award en 2016